# Alfonso Ridola
Alfonso Ridola (Napoli, 28 aprile 1843 – Napoli, 1917) è stato un magistrato e giurista italiano.

## Biografia
Alfonso Ridola, figlio del barone Emmanuele e di donna Francesca Guida, nacque a Napoli il 28 aprile 1843 nel quartiere di San Lorenzo, uno dei più antichi di Napoli. Sia il padre che il nonno Domenico erano stati degli illustri avvocati nativi di Matera; il padre fu amico dell'avvocato Enrico Pessina, il nonno Domenico sindaco di Matera negli anni 1803, 1824 e 1832, nonché cugino di Domenico Ridola.
Alfonso Ridola fu un uomo di scienze e di grande ingegno intellettuale, uomo di legge nello stesso tempo custode e innovatore del diritto nella sua funzione di avvocato e oratore. Era a favore di uno stato forte dal punto di vista del diritto, in cui tutto doveva essere concepito e interpretato dalla legge.
Laureatosi in giurisprudenza a 22 anni presso l'Università di Napoli Federico II, superato l'esame di stato (allora a numero chiuso) si iscrisse all'Ordine degli Avvocati e dei Procuratori di Napoli. Fu giudice ordinario, il primo avvocato del comune di Napoli, dove collaborò con gli avvocati Edoardo Ruffa, Carlo Fiorante, Giovanni Porzio e col suo caro amico Gaetano Manfredi, col quale creò un'associazione per la gratuita difesa penale dei poveri.

## Corrispondenze con i letterati e poeti Alessandro Manzoni e Carlo Poerio
Durante la sua vita conobbe vari personaggi: da giovane, infatti, in qualità di garibaldino ebbe modo di conoscere Giuseppe Garibaldi; la sua conoscenza letteraria, linguistica e critica lo portarono insieme ad altri valenti letterati a fondare nel 1861 la rivista Il Manzoni: per dare un'impronta memorabile inviò una copia del primo articolo allo stesso Alessandro Manzoni, il quale rispose facendo notare che il titolo del giornale era troppo personalizzato. In questa tradizione si inserì il settimanale Il Manzoni riconducibile all'omonimo albo scientifico letterario artistico, il Ridola aveva corrispondenze sia con il Manzoni che con Carlo Poerio. L'anno di pubblicazione fu il 1861 (anno dell’unità d’Italia). La redazione era composta da A. Agresti, A. Ridola, E. Francesconi e G. Tarantini. Tra i collaboratori figurava anche Federico Riccio, autore di opere teatrali. Il Manzoni Alfonso Ridola e l’Albo scientifico-letterario-artistico «Il Manzoni» Lettera inedita fu un giornale settimanale che si distinse per l'elegante stile italiano e l'accortezza della lingua. La rivista trattò diverse materie, tra le quali ad esempio si distinsero alcune eccellenti biografie di illustri italiani, alcuni scritti scientifici del direttore dell'osservatorio del Vesuvio Luigi Palmieri, e alcune considerazioni interessanti di Ferdinando de Luca sull'insegnamento della geografia.

## Vita privata
Si sposò nel 1877 con la nobildonna Maria Consiglia Murolo ed ebbe otto figli. Il figlio Mario, pittore e scultore, fondò a Tirana l'Accademia di Belle Arti, la figlia Francesca maestra di musica sposò l'ingegnere Gioacchino Luigi Mellucci.
La parte finale della sua vita fu dedicata interamente agli studi giuridici e si fece apprezzare come principe del foro nel tribunale di Napoli. In riconoscimento dei suoi meriti, su proposta del ministro di Grazia e Giustizia, con decreto del 11 novembre del 1900 fu nominato cavaliere dell'Ordine della Corona d'Italia.
Morì nel 1917 nel palazzo di famiglia, in salita Arenella 53 a Napoli.

## Opere
- Difesa dal Municipio di Napoli parte civile contro Telemaco Persiani, Ferdinando Lo Russo e Longone Gaetano (1895)
- Difesa dell'ingegnere Signor Enrico Alemagna e del Sindaco di Napoli del giudizio penale (1900)
- Difesa dei sig.ri Donato Iannace e Saverio Baccari, imputati del reato preveduto dall'articolo 349 codice penale quali testimoni istrumentari presso la Sezione di Accusa (1881)
- Oltraggio pubblico al pudore[24] ed. L.Pierro 1900
- Albo scientifico e letterario Il Manzoni[25] (1861)
- Il Filangieri (1883, 1885)
- Rivista Penale[26] (1893, 1894, 1907)
- Giustizia Penale (1899).
- Rivista Penitenziaria e di diritto penale in lingua francese (1900)
- Cronaca Bizantina E. Scarfoglio (1881)[27]